# Estación Arequito
Arequito es una estación ferroviaria ubicada en la localidad del mismo nombre en el Departamento Caseros, Provincia de Santa Fe, Argentina.
Fue inaugurada en 1887 por el Ferrocarril Oeste Santafesino.
En su edificio funcionan el Museo del Centro Cultural y Museológico Ferroclub Arequito.

## Servicios
La estación corresponde al Ferrocarril General Bartolomé Mitre de la red ferroviaria argentina. No presta servicios de pasajeros (desde 1977) ni de cargas (desde 2004). Sus vías e instalaciones están concesionadas a la empresa de cargas Nuevo Central Argentino.

## Imágenes

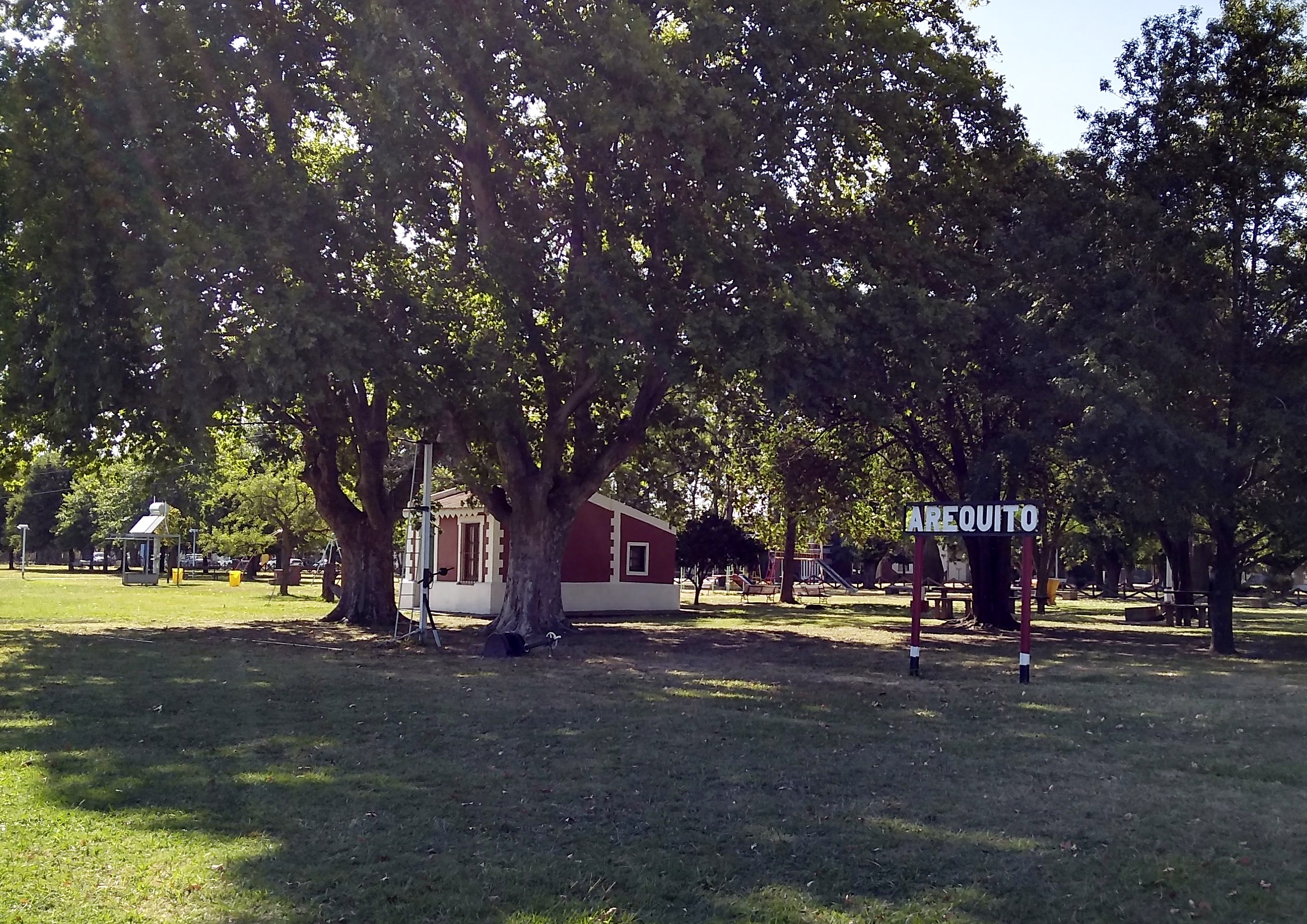
Estación Arequito